# Šahovska olimpijada 2002.
35. Šahovska olimpijada održana je 2002. u Sloveniji. Grad domaćin bio je Bled.

## Poredak osvajača odličja
| Mj. | Država   | Bodova | Igrači |
| --- | -------- | ------ | ------ |
| 1.  | Rusija   | 38,5   |        |
| 2.  | Mađarska | 37,5   |        |
| 3.  | Armenija | 35,0   |        |

| Pobjednici         |
| ------------------ |
| Rusija Peti naslov |